# St. Michael (Oberhinkofen)

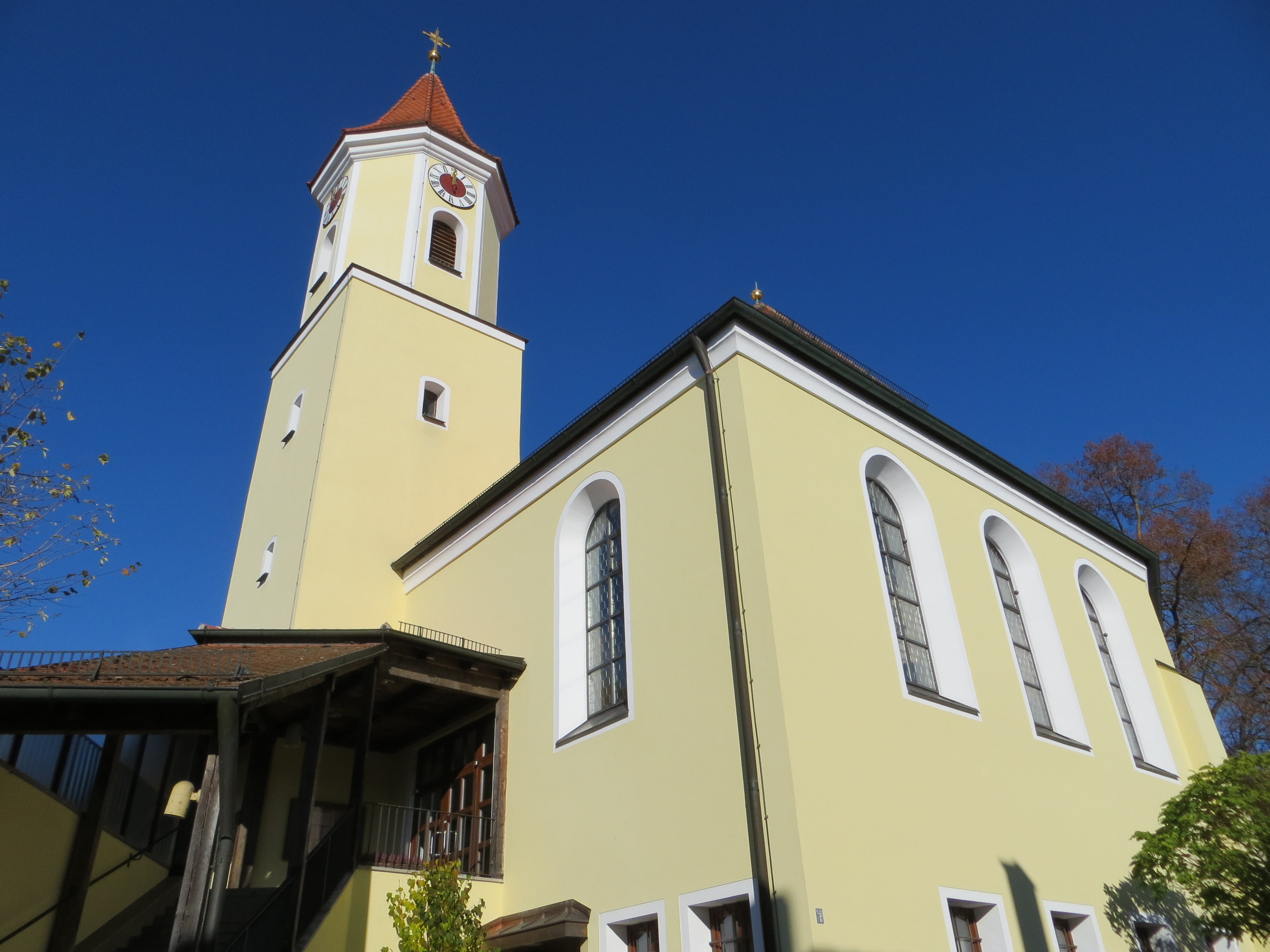
St. Michael, Oberhinkofen

St. Michael ist eine denkmalgeschützte römisch-katholische Filialkirche in der Kirchstraße 1 in Oberhinkofen (Gemeindeteil der Gemeinde Obertraubling) im Landkreis Regensburg (Bayern).
Im Frühen Mittelalter wurde die 1508 erstmals erwähnte Kirche vom Benediktinerkloster Prüll, danach vom Benediktinerinnenkloster Mittelmünster in Regensburg betreut. 1589 bis 1780 gehörte sie zum Regensburger Jesuitenkolleg St. Paul. Danach war Oberhinkofen mit Wolkering zu einer Pfarrei zusammengeschlossen.
Die Filialkirche gehört seit 1817 zur Pfarrei St. Georg Obertraubling.
Die Kirche ist ein Saalbau mit eingezogenem Chor und Flankenturm mit Zeltdach aus der 2. Hälfte des 17. Jahrhunderts. Der 32 m hohe Turm ist im Kern gotisch. Das Dach stammt von 1900. 1986 wurde das Langhaus nach Süden erweitert und es erfolgte eine Gesamtrenovierung. 1844 kamen durch Kauf die beiden Seitenaltäre, gewidmet Maria und Josef hinzu, 1869 ein Kreuzweg gefertigt vom Kirchenmaler Stahl aus Regensburg nach einer Vorlage von Schraudolph. Die alte Orgel mit vier Registern wurde im Jahr 1900 als Op. 88 von der Orgelbaufirma Binder und Siemann erbaut.
Die heutige Orgel der Firma Sandtner aus Dillingen mit 17 Registern stammt von 1992.
Die Friedhofsmauer geht wohl auf das 17. Jh. zurück.

## Glocken
- St. Michael, Durchmesser 84 cm, Schlagton b′, ca. 400 kg, 1949 gegossen von Petit & Edelbrock in Gescher aus Westfalen, Aufschrift: „Sankt Michael verteidige uns im Kampfe“
- St. Maria, Durchmesser 73 cm, Schlagton des″, ca. 250 kg, 1967 gegossen von Georg Hofweber in Regensburg, Aufschrift: „Maria, Königin des Friedens, bitte für uns“
- St. Josef, Durchmesser 64 cm, Schlagton es″, ca. 170 kg, 1967 gegossen von Georg Hofweber in Regensburg, Aufschrift: „Ich rufe die Lebenden, beklage die Toten“